# 린턴 퀘시 존슨

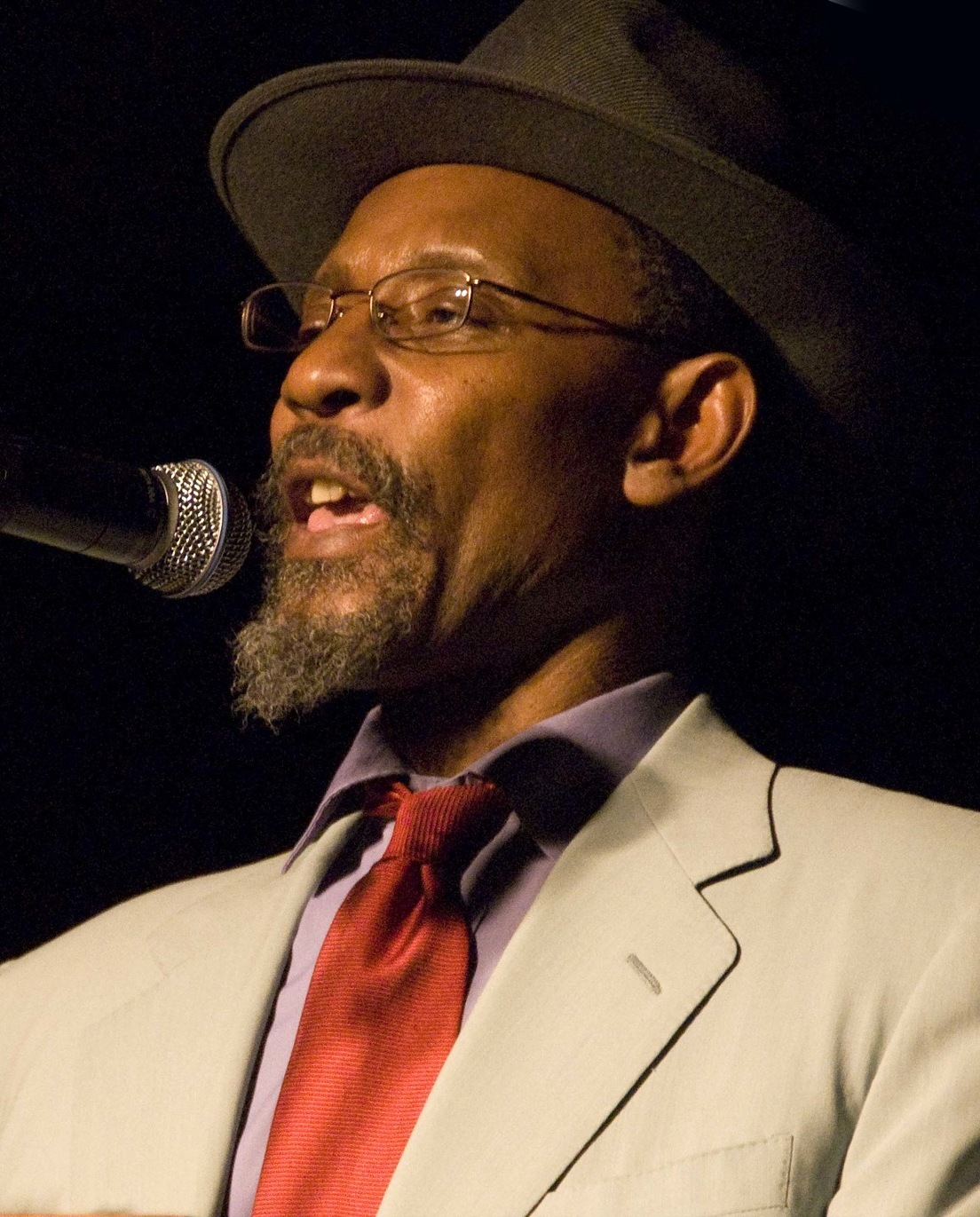
2007년 모습

린턴 퀘시 존슨(Linton Kwesi Johnson)은 자메이카에서 태어난 영국의 덥 시인이자 활동가로 자신의 이름을 줄인 LKJ로도 활동하고 있다. 살아있는 시인으로서는 두 번째이자 흑인으로는 첫 번째로 펭귄 클래식 시리즈에 작품이 출간되기도 하였다. 자메이카 파트와를 덥-레게와 결합하였으며, 레게 프로듀서이자 음악가인 데니스 보벨과 자주 협업한다.

## 어린 시절
존슨은 자메이카 클래런던구에 위치한 작은 동네인 채플턴에서 태어났다. 미들네임인 "퀘시"는 가나 식 작명 법으로 일요일에 태어난 남자 아이들에게 지어주는 것이다. 1963년 존슨과 아버지는 엄마를 따라 런던의 브릭스톤으로 이민을 왔다.
존슨은 1970년대 뉴 뮤지컬 익스프레스, 멜로디 메이커, 블랙 뮤직 등의 잡지에 글을 썼으며, 버진 레코드의 프리랜서로서 레이블의 레게 음악가에 대한 전기나 슬리브 노트, 광고 문구 등을 썼다.

## 책
- Voices of the Living and the Dead – Creation for Liberation, 1974. ISBN 978-0-9503498-7-9
- Dread Beat An' Blood – Bogle-L'Ouverture Publications, 1975. ISBN 978-0-904521-06-1
- Inglan is a Bitch – Race Today, 1980. ISBN 978-0-9503498-2-4
- Tings An' Times – Bloodaxe Books, 1991. ISBN 978-1-85224-168-1
- Mi Revalueshanary Fren: Selected Poems – Penguin Modern Classics, 2002; 2006. ISBN 978-0-14-118698-6
- Time Come – Picador, 2023. ISBN 978-1-0350-0632-8

## 디스코그래피
- Dread Beat an' Blood – Virgin, 1978 (as Poet and the Roots).
- Forces of Victory – Island, 1979.
- Bass Culture – Island, 1980.
- The Best of Linton Kwesi Johnson – Epic, 1980 (컴필레이션).
- LKJ in Dub – Island, 1980.
- Making History – Island, 1983.
- Reggae Greats – Mango, 1984 (컴필레이션).
- In Concert with the Dub Band – LKJ Records, 1985.
- Dub Poetry – Mango, 1985 (컴필레이션).
- Tings an' Times – LKJ Records, 1991.
- LKJ in Dub: Volume 2 – LKJ Records, 1992.
- LKJ Presents – LKJ Records, 1996.
- A Cappella Live – LKJ Records, 1996.
- More Time – LKJ Records, 1998.
- Independent Intavenshan – Island, 1998 (컴필레이션).
- LKJ in Dub: Volume 3 – LKJ Records, 2002.
- Straight to Inglan's Head – Universal, 2003 (컴필레이션).
- Live in Paris – Wrasse, 2004.